# Matthäus Johann Bermuth
Matthäus Johann Bermuth (* 25. März 1796 in Grafenrheinfeld; † 23. Februar 1859 in Würzburg) war ein bayerischer Jurist.

## Leben
Bermuth studierte Rechtswissenschaften und Philosophie. Seine Ausbildung schloss er mit Promotion zum Doktor beider Rechte und der Philosophie ab.
Von 1833 bis 1840 war er Zweiter rechtskundiger Bürgermeister von Würzburg und 1840 bis 1851 Erster rechtskundiger Bürgermeister.